# Scheherezade (Rimski-Kórsakov)
Shéhérazade (del ruso: Шехеразада ‘[ʂɨxʲɪrɐˈzadə] Shejerezada’), opus 35, es una suite sinfónica del compositor ruso Nikolái Rimski-Kórsakov, estrenada en San Petersburgo el 3 de noviembre de 1888, basada en Las mil y una noches. Combina dos características comunes de la música rusa: una deslumbrante y colorida orquestación y un interés por el Oriente, muy destacado en la historia de la Rusia Imperial.

## Movimientos
La suite está dividida en cuatro movimientos. El compositor se persuadió de darles títulos, pero posteriormente los borró para reemplazarlos por meras indicaciones de tempo y desanimar la lectura de una historia en el desarrollo de la música. Sin embargo, en la actualidad se suelen mencionar los títulos originales, que son:
- I. «El mar y el barco de Simbad»: Largo e maestoso — Allegro non troppo en Mi mayor
- II. «La historia del príncipe Kalendar»: Lento — Andantino — Allegro molto — Con moto en Si menor
- III. «El joven príncipe y la joven princesa»: Andantino quasi allegretto — Pochissimo più mosso — Come prima — Pochissimo più animato en Sol mayor
- IV. «Festival en Bagdad. El mar. El barco se estrella contra un acantilado coronado por un guerrero de bronce»: Allegro molto — Vivo — Allegro non troppo maestoso en Mi mayor.

El tema musical que inicia el primer movimiento representa supuestamente al dominante sultán Shahriar; este tema está construido con cuatro notas de la escala de tonos enteros descendente. Pero pronto (después de unos pocos acordes en los maderas, donde se notan reminiscencias del inicio de la obertura de El sueño de una noche de verano de Felix Mendelssohn), oímos otro de los temas que aparece en cada movimiento; éste representaría a la narradora de la historia misma, Scheherezade, la esposa del sultán, que logra el éxito al conmoverlo con sus historias. Es una melodía arrebatadora y sensual en un solo de violín, acompañada por el arpa. Ambos temas, en cierto modo tratados como leitmotivs, son mostrados a continuación.

## Forma musical

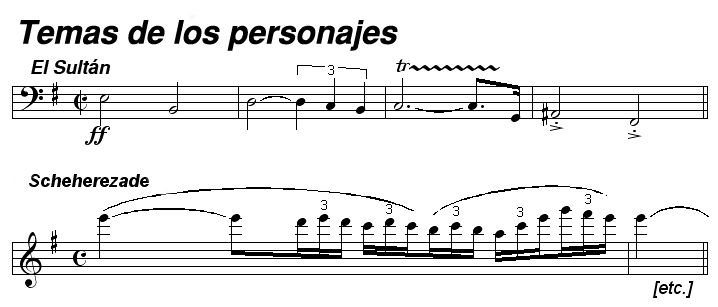

Scheherezade es una nueva forma de composición, hasta cierto punto a medio camino entre la Sinfonía fantástica de Hector Berlioz (1830) y el poema sinfónico Hungaria (1854) de Franz Liszt. Probablemente, debido a la trama en la que está basada, está más próxima al poema sinfónico, en el sentido de que es menos preciso que el de la Sinfonía fantástica. El compositor siempre se pronunció para evitar que se hiciera una lectura habitual programática, negando, por ejemplo, que los personajes evolucionen claramente y actúen, todo lo contrario de lo que escribió Antonio Vivaldi con los poemas adjuntos a Las cuatro estaciones, o de lo que hará Prokófiev en Pedro y el lobo, con los instrumentos que representan personajes con sus temas propios recurrentes. Rimski-Kórsakov lo explicó con sus propias palabras:

Es en vano el buscar «leitmotivs» siempre vinculado a tales imágenes. Por el contrario, en la mayoría de los casos, todos estos aparentes leitmotivs no son más que materiales puramente musicales para el desarrollo sinfónico. Estos motivos pasan y se extienden por toda la obra, uniéndose sucesivamente y entrelazándose. Aparecen cada vez bajo diferente luz, mostrando cada vez distintas características y expresando nuevas situaciones, y corresponden cada vez a imágenes y cuadros diferentes.
Rimski-Kórsakov en Crónicas de mi vida musical

## Usos posteriores
- En 1910, Michel Fokine creó con la música de Rimski-Kórsakov el ballet Sheherezade para la temporada de los Ballets Rusos en París, con la escenografía y vestuarios de Léon Bakst. Destacaron en los papeles principales Ida Rubinstein y Vátslav Nizhinski. El ballet impactó por su cargada sensualidad y orientalismo.
- Gracias a su popularidad, fragmentos de Scheherezade han formado parte de la banda sonora de varias películas, entre ellas:
  - Lost in a Harem (1935) de Charles Reisner.
  - Simbad e il califfo di Bagdad (1973) de Pietro Francisci.
  - Barry Lyndon (película) (1975) de Stanley Kubrick.
  - Nizhinski (1980) de Herbert Ross.
  - The Man with One Red Shoe (El hombre con el zapato rojo, 1985) de Stan Dragoti (en esta película, el protagonista, Richard Harlan Drew (Tom Hanks) es un violinista confundido por un espía, cuando toca en un concierto el solo inicial de Scheherazada sufre un lapsus, y entonces comienza a tocar una pieza suya).
  - Shadow Dancing (1988) de Lewis Furey.
  - In una notte di chiaro di luna (1989) de Lina Wertmüller.
  - Lonely in America (1991) de Barry Alexander Brown.
  - One True Thing (1998) de Carl Franklin.
  - The Price of Milk (2000) de Harry Sinclair.
- También algunos temas, sobre todo el primero (el tema del sultán), aparece constantemente en la serie televisiva Los pitufos, como un leitmotif de Gargamel, Azrael o en general todo personaje malvado.
- El grupo de rock Deep Purple utiliza varios motivos y armonía de la pieza en su álbum Shades of Deep Purple, concretamente en la canción I'm so Glad.[5]
- Además el grupo de rock español Tako utilizó uno de los motivos más enjundiosos de la suite para vertebrar su tema "Víctima del amanecer".